# New Commonwealth Society
Die New Commonwealth Society (NCS) war eine 1932 von dem liberalen walisischen Politiker David Davies gegründete politische Gesellschaft, die Abrüstung, internationale Verständigung, Wohlstand und Weltfrieden propagierte.
Als Zusammenschluss von Völkerrechtlern, Politikern und Diplomaten zielte die NCS darauf ab, eine über den Nationalstaaten stehende Rechtsordnung und entsprechende Institutionen zu entwickeln. Obwohl sie die allgemeine Abrüstung befürwortete, setzte sie sich auch dafür ein, dem Völkerrecht wenn nötig mit Hilfe militärischer Gewalt Geltung zu verschaffen. Sie unterstützte anfangs den Völkerbund und wollte ihn mit ihrer Rechtsphilosophie institutionell stärken. In der Folgezeit konzentrierte sich die NCS zunehmend auf Europa und entwickelte konkrete Vorstellungen zur Einigung des Kontinents. Diese beeinflussten auch die europäischen Integrationsbestrebungen der Nachkriegszeit. Noch während der 1930er Jahre schlossen sich die Schweizer Europa-Union und prominente Politiker aller bedeutenden Parteien Großbritanniens der NCS an. Dazu gehörten u. a. die späteren Premierminister Winston Churchill, Clement Attlee und Harold Macmillan.
Die NCS gilt als Ideen-Laboratorium für den europäischen Einigungsprozess.